# الحمام (الرياشية)

تعديل مصدري - تعديل

الحمام هي إحدى قرى عزلة وادي الرياشية بمديرية الرياشية التابعة لمحافظة البيضاء، بلغ تعداد سكانها 288 نسمة حسب تعداد اليمن لعام 2004.